# 九六式二十五粍機銃
九六式二十五粍機銃（きゅうろくしきにじゅうごミリきじゅう）は、第二次世界大戦中に日本海軍で使用された対空機銃である。

## 概要
1930年代前半、フランス軍は対空機関銃の必要性を表明し、それに応えて、オチキス社は25 mm機関砲を開発した。しかし発射速度が遅すぎるとして、フランス軍に採用を拒否されたため、本銃は輸出に回されることになった。72挺がルーマニアに引き渡され、スペイン共和国海軍にも艦艇用に5挺が引き渡された。結局、本銃の最大のユーザーは、ライセンスを購入して大量生産した日本（だけ）であった。
1938年に国際情勢が悪化すると、本命であるシュナイダー37 mm機関砲の生産準備がまだできていなかったため、フランス軍でも本銃の改良型を採用することになった。しかし、1940年5月にドイツ軍がフランスに侵攻してきた時、わずか数百挺のオチキス機関銃と200挺のエリコン20 mm機関銃がフランス軍で使用されていただけであった。対空機関銃の欠如はフランス軍の防衛行動の大きな妨げとなった。

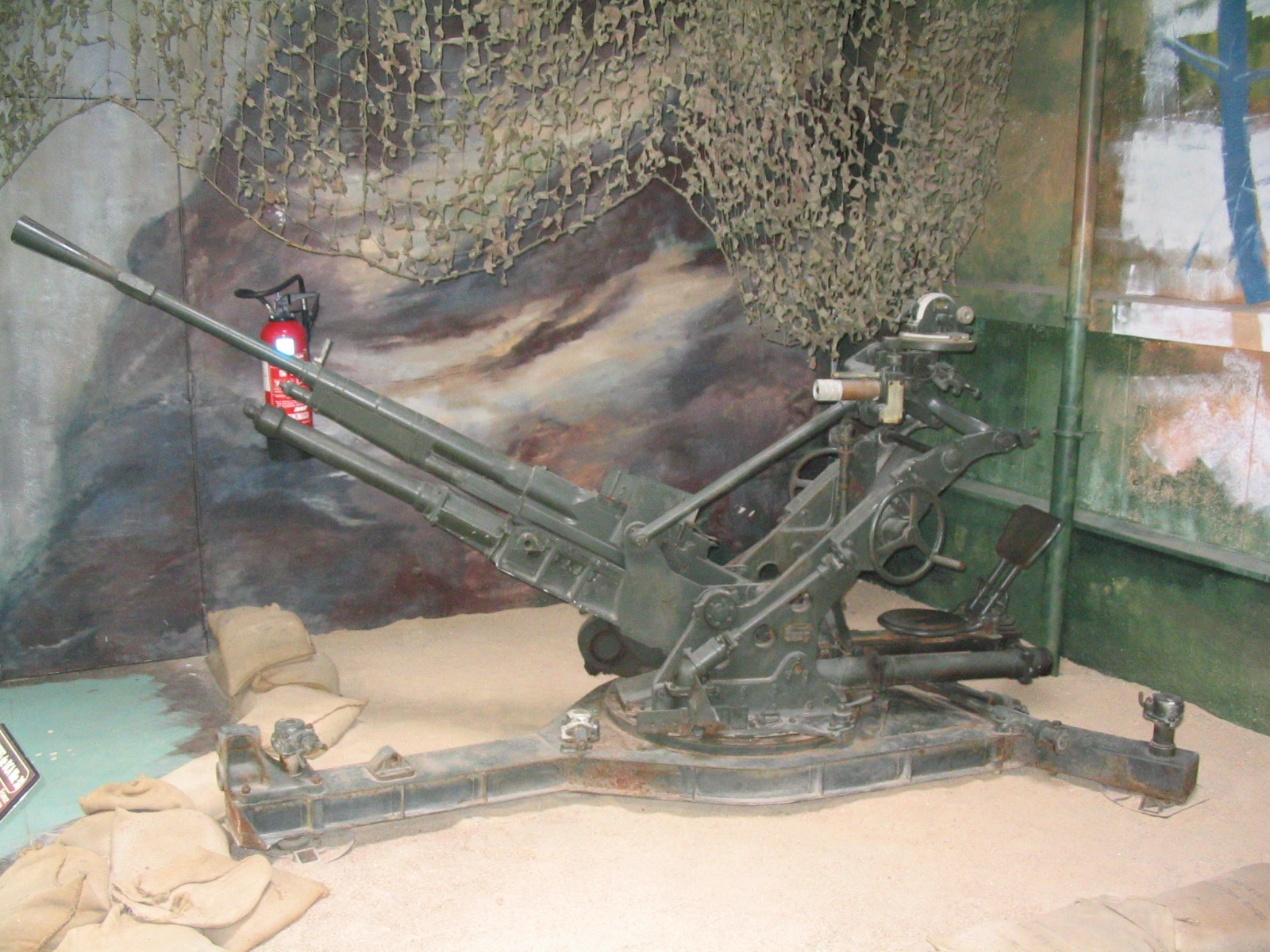
オチキス25 mm対空機関銃 1939年型

九六式二十五粍機銃はフランスのオチキス（ホチキス）製25 mm機関砲を基に1935年（昭和10年）に開発されたガス圧作動方式の対空機関砲である。翌1936年（昭和11年）に“九六式二十五粍機銃”として制式化されるに至った。九六式とは採用年（皇紀2596年）の下2桁を指す。海軍では口径40 mm以下の連発可能な兵器を“機銃”と呼んだため、本銃は25 mmの大口径であるが機銃と呼称される。陸軍もこの機銃を「海式機関砲」と呼称して少数を採用した。なお「高角機銃」という表現もみられるが俗称で、正式に使用されるものではない。
本銃が採用される以前には九二式七粍七単装機銃、毘式四十粍機銃がイギリスなど外国から導入されていたが、弾道特性の悪さ、動作不良、また威力の面からこれらの機銃の評価は低かった。このため1934年（昭和9年）、日本海軍はいくつかの候補とともにホチキス社製の25 mm機銃を試験し、性能が優秀なことを認めた。そこで導入に際して改修をホチキス社に行わせ、原型の機銃は一型、改修されたものは二型と呼ばれた。海軍はホチキス社から製造権を購入、1935年（昭和10年）頃から生産を開始した。本格生産は1936年（昭和11年）である。この機銃は日本海軍艦艇の主要な対空兵装の一つであり、戦艦、巡洋艦、航空母艦、駆逐艦その他の艦艇に幅広く搭載された。また陸上基地防衛用としても使用された。本銃は信頼性自体は高かったものの、弾丸威力、追尾性能、照準方法などに問題があり、敵機の攻撃に十分対応できなかった。総生産数は1945年（昭和20年）までに32,380挺であり、年次最多生産数は1944年（昭和19年）の21,000挺である。
後継として、日本軍は鹵獲したボフォース 40 mm機関砲M1のコピー品を五式四十粍機銃として採用したものの、大量生産に至る前に終戦を迎えた。

## 構造、作動、型式

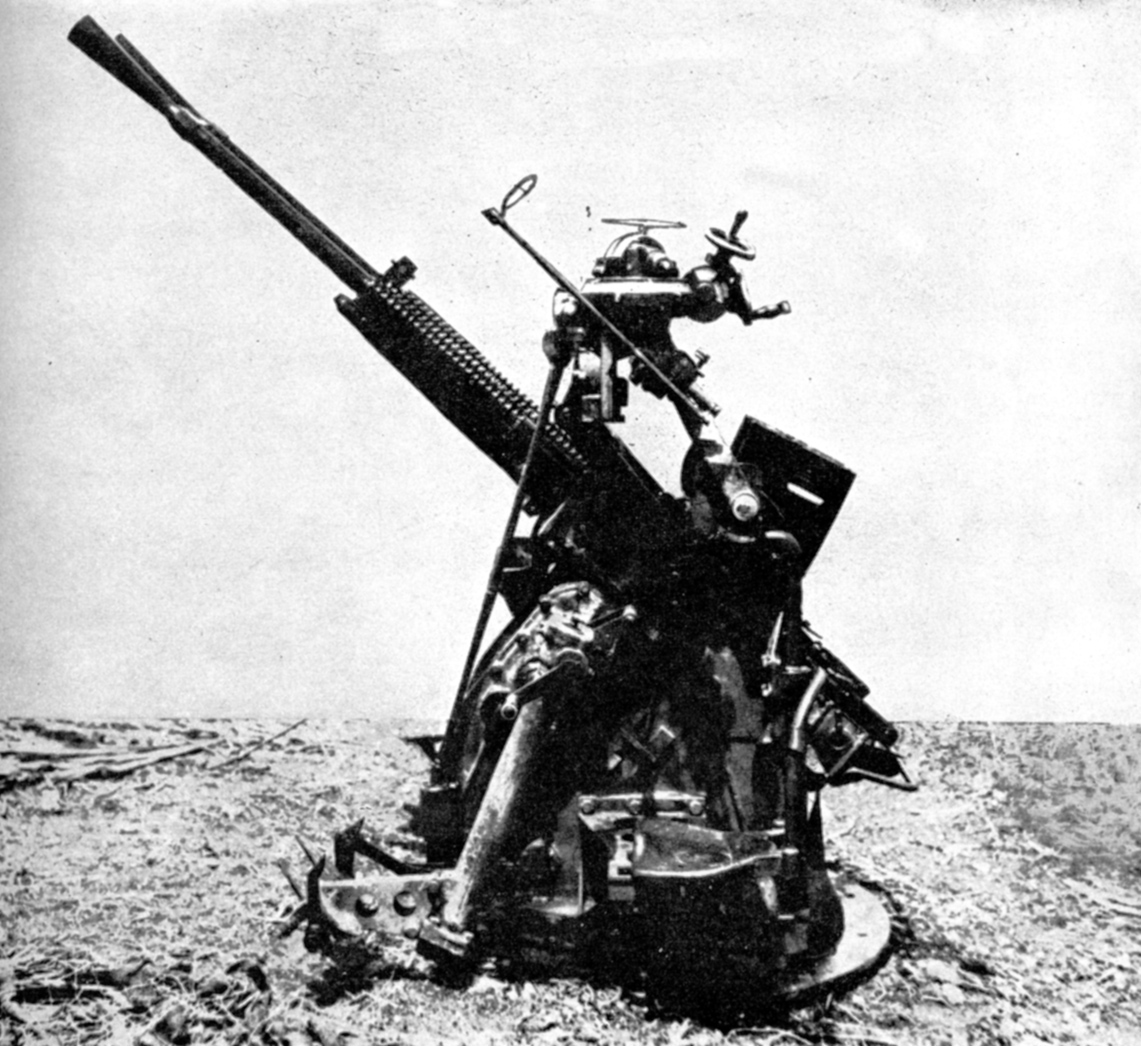
アメリカ軍の撮影した連装型の側面写真。

九六式二十五粍機銃の構造はおおまかに銃架と銃身に分けられる。連装機銃及び三連装機銃は旋回銃架を用いた。まず礎台と旋回盤が最下部にあり、この上に架構が置かれる。架構は側板で銃の俯仰部分を支持し、銃鞍を載せている。銃鞍は銃身を搭載し、保持する。連装、三連装とも、架構を後方から見て右側に旋回手席、左側に射手兼俯仰手席が置かれる。旋回手は旋回ハンドルを受け持ち、射手は俯仰ハンドルを受け持つ。また座席の下部にはそれぞれ旋回電動機、俯仰電動機が置かれた。
重量44.8 kgの銃身は放熱筒付きで先端には閃光覆がつけられている。銃身下部にはピストンロッドを納めたガス誘導室、左右には発射の反動を緩和するため、駐退器兼推進器となるシリンダーが一本ずつ設けられている。銃身長は1,500 mm、ライフリングは右回り12条、250 gの弾丸を初速900 m/sで撃ち出す。作動はガス圧利用方式で、銃身と銃身下部のガスピストン、尾栓が後退と前進運動を行うことにより、装填、尾栓の閉鎖、発射、薬室からの撃殻排出を自動的に繰り返す。発射時、弾丸を押し出すガスの一部が銃身下部の孔からガス誘導室内部に入り、ピストンロッドへと導かれる。ピストンロッドはばねにより銃口方向へ力をかけられているが、ガス圧によってロッドがばねの圧力に対抗して押し下げられ、ピストンと連動して尾栓も後退する。撃殻排出後、尾栓とピストンロッドはばねにより前進を開始し、尾栓が弾倉から弾薬包を押し出して薬室に装填する。こののち尾栓が閉鎖される。
アメリカ合衆国側の作成資料では作動を以下のように説明する。トリガー機構が動かされるとシアが下降して、後退位置にあったピストンと尾栓が解放される。これでピストンと尾栓が前進することが可能になる。復座ばねの圧力を受けて前進する時、尾栓前面の上端が弾倉口から弾丸を一発押し出して薬室に押し込む。尾栓が前進端の停止位置に達し、まだ自由な状態のガスピストンがさらに1.953インチ前進すると尾栓が銃側に固定される。これは尾栓に取り付けられ、前後動の際には引き込められた状態にある2個のヒンジ状ロッキングラグが、銃側のリセスへ強制的に押し上げられることによる。尾栓と接続したガスピストンはまた、尾栓前面から突き出るよう作られた打針も動かし、弾薬の雷管を突かせる。発射の瞬間、尾栓は閉鎖状態にある。弾丸発射後、薬室のガス圧が最大になるまで閉鎖が続く。弾丸が銃身内部のガスベントを過ぎるとガスがガス誘導室に入り、ガスピストン前面を押す。ピストン後退に伴って尾栓のヒンジ状ロッキングラグが下げ外され、尾栓が解除される。尾栓およびガスピストンの複合体は後退を続け、復座ばねを圧縮する。このとき空薬莢が抜きだされ、エジェクターに当たって機銃の下方へ排出される。尾栓およびガスピストンは銃後尾に内蔵されたバッファーに当たって止まる。機銃が弾丸を撃ち尽くすと、尾栓が後退し、コックしたままの状態で射撃を停止する。機銃には安全、連射、単射の切り替え装置がついている。駐退器兼推進器は液体とばねを併用した。弾倉は15発入りで全備重量は16.37 kgだった。アメリカ側の資料では、材質は圧延鋼板製、W字状のスプリングを内蔵している。空虚重量14.75ポンド（6.69 kg）。弾薬は無起縁式である。
動力は電動および手動である。従動照準の場合には電動が用いられるが、銃側照準の場合には手動も用いられた。ハンドルによる旋回速度は毎秒15度、1回転で5.5度旋回する。またハンドルでの俯仰速度は毎秒12度、1回転で3.5度俯仰した。資料により連装機銃の旋回速度は1秒に13度、俯仰速度は1秒に9度とも記述がある。アメリカ軍側の作成資料では、俯仰はギア式で軽快に操作でき、指一本で操作するクラッチと摩擦式ブレーキが設けられているとしている。旋回ハンドルは操作がやや遅く使用が難しかった。指一本で操作するクラッチと固定用クランプが設けられている。射撃は射手足下のペダルで行う。ペダルは銃のトリガーと機械的に接続されている。外方のペダルは中銃以外を操作する。内方のペダルは中銃を操作する。両方のペダルを踏み込めば3挺同時射撃が可能と推測される。
型式として、二十五粍機銃には単装、連装、三連装が存在する。単装機銃は銃身を両側面で支持する銃架と架台が結合したもので、銃の後方から見て銃身左側に肩付け式の支持部、その前方に大型の環型照準器が設けられている。銃身下部後方には銃把と引き金が設けられた。機銃弾は15発入りの箱形弾倉を用いて給弾し、銃身上部からはめこんだ。全体重量は三型で250 kg。銃身の重量自体は44.8 kgである。また弾入りの弾倉は16.37 kgの重さがあった。単装機銃は機銃員1名が銃側照準により人力操作した。開発時期は昭和19年半ば頃である。連装、三連装と比較すれば重量が軽く、狭い艦上のスペースにも銃架を設けられることが利点だった。単装機銃の採用理由は連装型の銃架の生産が間に合わなかったこと、高速で不規則な機動を行う敵機に照準を合わせるには、LPR照準器ないし手動ハンドルでの旋回では追尾が間に合わなかったことなどが挙げられる。艦に向かって飛来する敵機は見越し角の計算がほぼ不要であり、機敏な銃側照準ができる単装機銃はLPR照準器より有利ともみなされた。ただし銃架に防盾などは設けられず、戦闘時の損害は大きかった。
連装機銃はホチキス社が開発した原型の型式である。一型の重量は1,290 kg、二型の重量は1,650 kgである。射撃時は左右の銃を交互に発射し、弾丸の切れた銃の弾倉を適宜交換して連続発射を維持した。機銃員5名が操作に当たる。
アメリカ側資料では、三連装機銃の大きさは全高約4フィート6インチ（144.34 cm）、全長8フィート6インチ（259.08 cm）、全幅7フィート4インチ（223.52 cm）である。銃身は空冷式、後座は約5インチ（12.7 cm）である。艦艇に搭載された三連装機銃は機銃員9名で運用し、給弾には給弾員が補助に当たった。重量は二型で2,828 kgである。銃座が大型で2 t超の重量を持つことから、搭載には強度が確保できる場所が必要となった。1銃あたり毎分150発程度の連射能力を持つ。機銃のシールドとして、航空母艦では煤煙避盾がつく場合があった。また他に、敵弾を防ぐための防弾板を射手の前に立てた型がある。大和型戦艦では、主砲発射の際に発生する爆風から身を守るために機銃を覆うように付けられた非防弾の爆風避盾を採用した。戦争が激化し、敵航空機の脅威が高まるにつれ艦艇への機銃搭載数は増加する傾向にあった。

## 照準方式、照準器

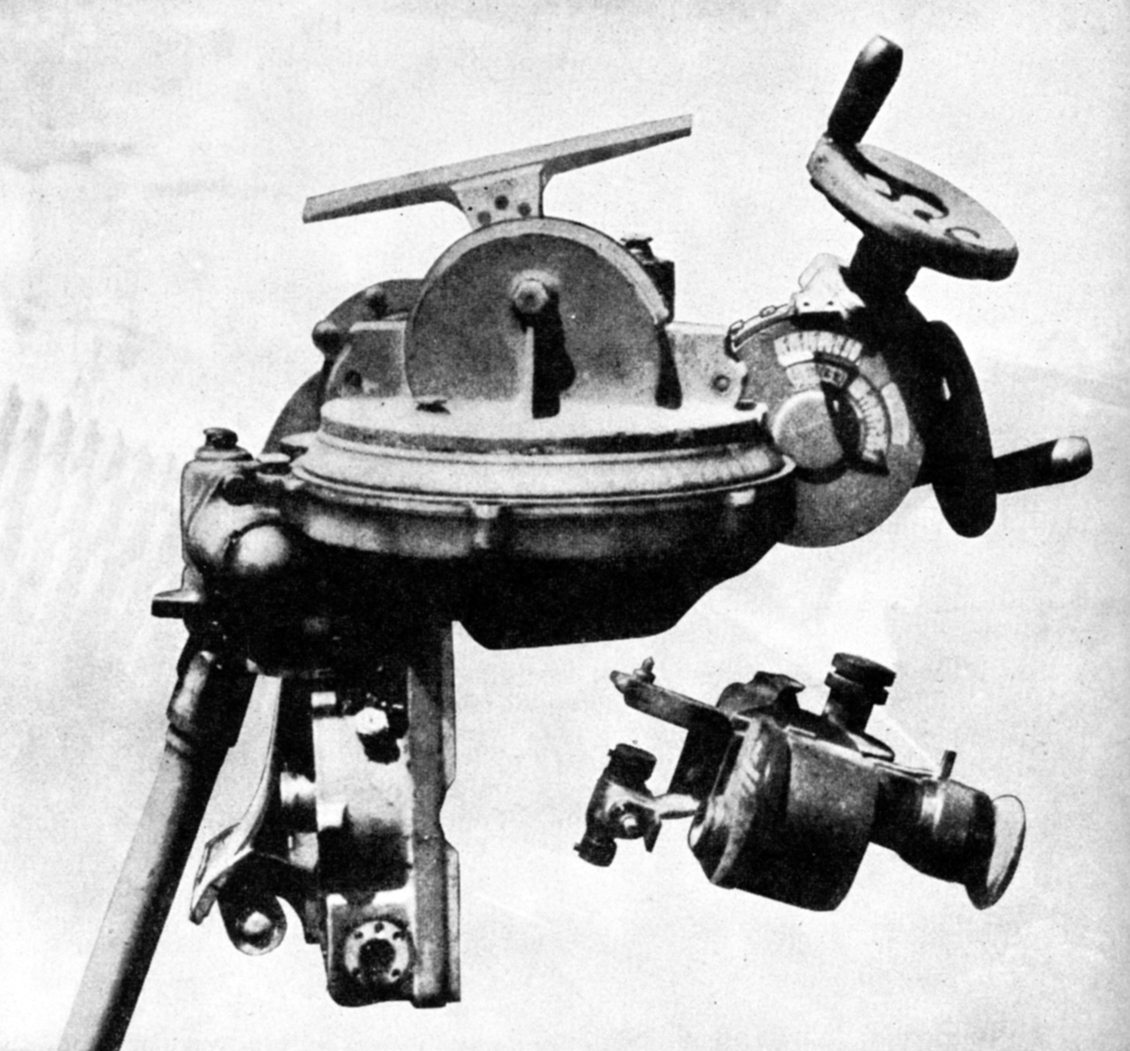
LPR機械式照準器。写真上部のT字状の物が的針矢である。的針矢には敵機の上降角および飛行方向を入力できる。

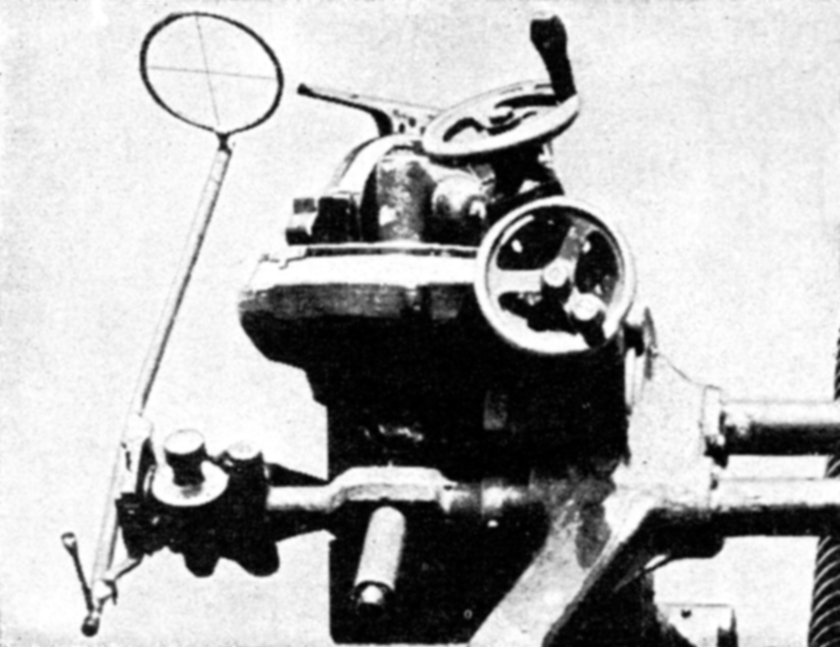
LPR機械式照準器、および新型の環型照準器。手前側の照星に穴が開けられている

九六式二十五粍機銃の照準には、銃座についた機銃員が機銃の照準器を操作して敵航空機に狙いを付ける「銃側照準」と、別個に設けられた機銃射撃指揮装置を用い、3基から4基の二十五粍機銃を遠隔操作して敵航空機に火力を集中する「従動照準」が存在した。この従動照準方式は九五式射撃指揮装置によって行われた。射撃指揮装置はワード・レオナード方式により各機銃を遠隔操作し、同期装置としてセルシンモーターを組み込むことで機械的誤差を除去している。ワード・レオナード方式では指揮装置に電動機と直流発電機を直結したセットを用意し、機銃側にも同様のセットを設け、ケーブルで両者を接続する。さらに指揮装置側の発電機と、機銃側の直流電動機の界磁巻線に電流を流せるよう電源と界磁調整器が設けられている。指揮装置側の電動機を定回転させ発電機の界磁に電流を通じると、発電機から出力される電圧も電流に応じて方向と電圧が増減する。同じく機銃側の電動機の界磁に一定方向の電流を通じておき、指揮装置側からの電圧を通じると、その方向と電圧に応じて機銃側の電動機が回転数と回転方向を変えさせることができる。従動射撃照準機構の開発は呉海軍工廠電気部で行われ、製造は富士電機製造株式会社が担当した。採用は1936年（昭和11年）である。
従動照準用の九五式射撃指揮装置は射手がハンドルで操作した。ハンドルを下に押せば照準望遠鏡が上向き、持ち上げると望遠鏡は下を向く。ハンドルを左右させると指揮装置が架台ごと左右旋回した。またこれと同期して管制下の全ての機銃が自動的に旋回し、俯仰した。九五式射撃指揮装置には、機械式にリード角を計算するLPR照準器が組み込まれており、照尺手が敵機の方向と射距離を観測してLPR照準器を作動させ、指揮装置に入力した。このLPR照準器は銃側照準用として、単装を除き、二十五粍機銃本体にも取り付けられていた。
LPR照準器とはルプリエール（Le Prieur）の略で、ホチキス社が開発した照準器である。微積分を用いず、対数を利用したカム式計算装置によって簡易に敵機に対するリード角を算出した。敵機の速度である的速、射距離を手輪（ハンドル）で入力し、敵機が飛行する方向へ的針矢を合わせれば、照準線（敵機に対する射手望遠鏡での狙い）と銃身（実際の射線）の方向が決定され、リード角（見越苗頭）が調定された。この照準器は一時期、機銃射撃の問題を解決したとまで評価を受けたが、実際には大きな問題があった。まず機械式計算機に入力する諸元は観測員の目測によるため誤差が大きかった。また実戦での敵機は大きく方向と速度を変え、これに対応して諸元を調定するたびに照準線が動かされた。さらにその照準線を目標に向け直してようやく射線にリード角がかかった。これらから常に照準線が動かされ、敵機に正確な照準を合わせることが難しかった。さらにLPR照準器は工数の多い機械で、製造に時間がかかり、要求生産数に間に合わなくなった。
このようなことから銃側照準用として新しく簡易な環型照準器が作られた。従来のものは射手の手前に球状の照門を置き、奥に大型の照星環を配していたが、敵機が照星に隠れる不具合があった。そこで球状の照門が小型の円環に変えられた。戦艦、巡洋艦、空母などの大型艦艇では従動射撃を行える装備を施したが、駆逐艦以下の小艦艇では銃側照準に頼るケースが多かった。単装機銃の照準器は環型照準器のみであるが、艦に向かって突入する敵機に対しては見越し角をつける必要が薄く、連装・三連装よりも旋回や俯仰の早い単装機銃は好まれた。

## 弾薬

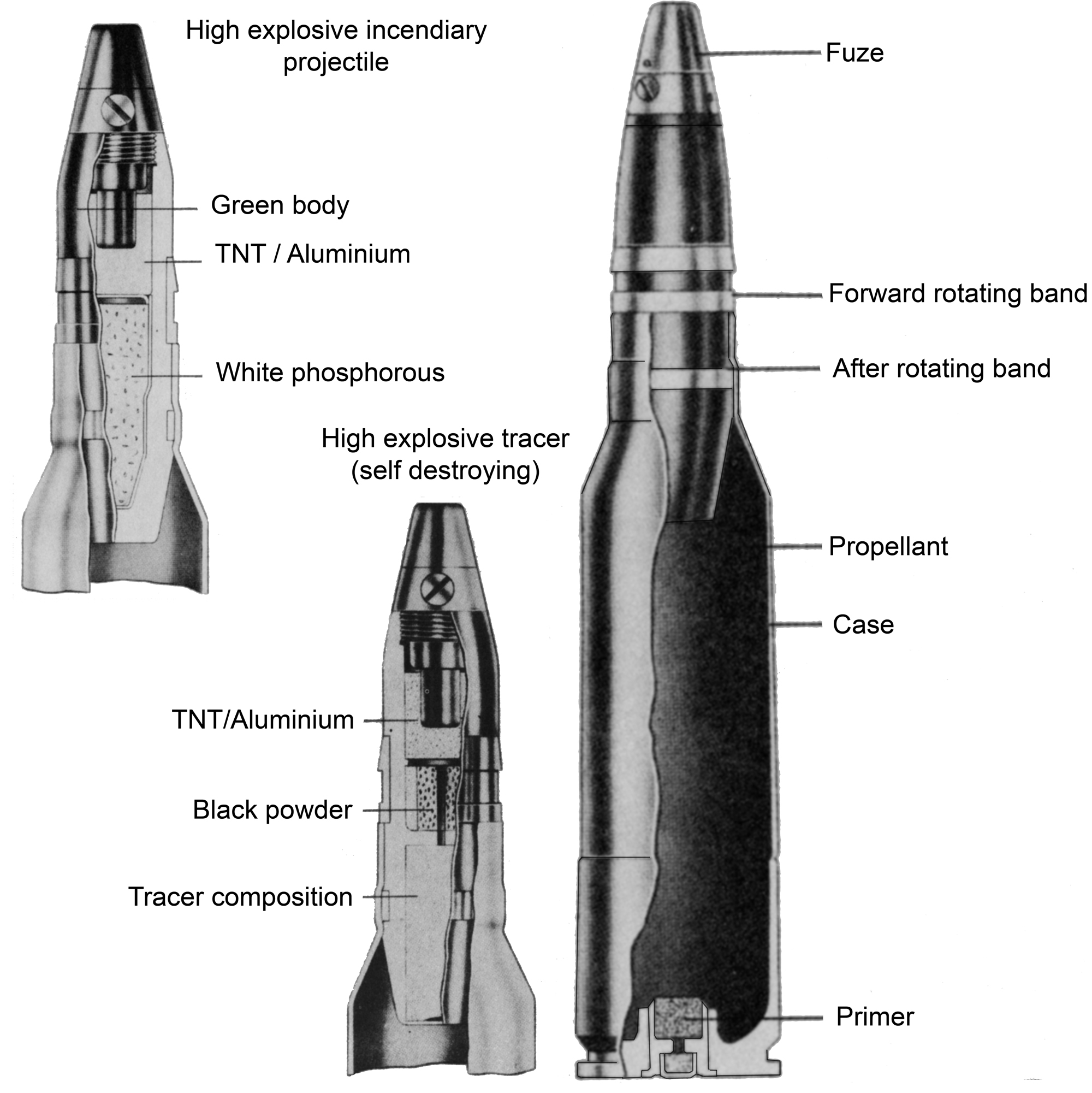
左側は二十五粍機銃焼夷通常弾、中央は二十五粍機銃曳跟通常弾二型。右は弾薬包の全体図。

弾薬包重量は700 g、弾頭重量は通常弾で250 gである。信管には飛距離350 mから作動を開始するローター式着発信管が用いられた。信管の型式は1型、4型が用いられ、これらは着弾時に信管内部の撃針が後退、雷管を突いた。翔鶴では1銃あたり2,600発が用意され、戦艦、巡洋艦には1銃あたり通常弾が1520発、曳跟弾480発、合計2,000発の搭載が基本とされた。曳跟弾は発射すると内部の発光剤が燃焼し、弾丸の弾道を示す。また曳光色が弾道飛行中に変化して飛行距離を判別できるよう、発光剤が各種組み込まれた弾薬が存在する。弾種は以下の通り。
二十五粍機銃通常弾
弾頭先端部分に信管をねじ込み、弾体内部の空洞部（内腔）に炸薬を詰め、弾尾がボートテール形状となっている。弾体の切断面形状を説明すればU字型に近く、弾丸の先端に、頂部の平たいコーン形状の信管をねじ込むことで弾丸の全体的な形が作られる。信管は弾体内部の炸薬収容部と間座を介して接続している。弾頭重量250 g、弾薬包重量700 g。識別色として錆色が弾体に塗られた。
二十五粍機銃曳跟通常弾
弾頭部分に着発信管を持ち、弾体内の上部と下部に内腔を持つ。内腔上部には信管と炸薬、内腔下部には発光剤を充填している。弾体の切断面形状はH字型に近く、通常弾と同型状の信管と、後尾の点火装置、底板を合わせて全体の弾丸形状が作られる。信管は間座を介して炸薬収容部と接する。内腔下部には奥から充填物、赤光薬、点火薬の順に発光剤が詰められている。発砲すると発射装薬により後方の点火薬が点火、赤光色を燃焼させる。飛行中に赤い光が生まれ、射距離で2,600m、約6秒間燃焼を続ける。識別色として赤色が弾体に塗られた。
二十五粍機銃曳跟通常弾改一
構造は曳跟通常弾とほぼ同じだが、内腔下部の発光剤が異なる。発砲時、発射装薬により点火薬に点火、青光薬が燃える。3秒後、1,600 m飛行後に赤光薬が点火、射撃から6秒後、2,600 m飛行した後に消える。識別色は赤色。
二十五粍機銃曳跟通常弾改二
構造は曳跟通常弾とほぼ同じで、8秒間、射距離3,100 mにわたり黄色の光を生じる。識別色は赤色。
二十五粍機銃曳跟弾
曳跟通常弾を簡易化した弾丸。用途は教練射撃用で信管と炸薬を装備しない。弾丸の頭部には、頂部が平たいコーン状の弾頭をねじ込む。切断面はH字状で、内腔下部には奥から充填物、赤光薬、点火薬を詰める。6秒間、2600 mにわたって赤色光を生じる。識別色は赤色。
二十五粍機銃曳跟弾改一
教練射撃用に曳跟通常弾改一を簡易化したもの。信管、炸薬を持たない。発砲時、発射装薬により点火薬に点火、青光薬が燃える。3秒後、1,600 m飛行後に赤光薬が点火、射撃から6秒後、2,600 m飛行した後に消える。識別色は赤色。
二十五粍機銃曳跟弾改二
教練射撃用に曳跟通常弾改二を簡易化したもの。信管、炸薬を持たず、発射すると8秒間、射距離3,100 mにわたり黄色の光を生じる。識別色は赤色。
二十五粍機銃曳跟通常弾二型
自爆型の弾丸で、味方陣地などへの危害を少なくする意図から開発された。断面形状はH字状に似るが、内腔上部と下部をつなげる孔が開かれている。内腔上部には信管、炸薬、フランネルを挟んで薬柱が詰められる。内腔下部には奥から光薬、黄光薬、点火薬、底板が詰められる。黄光薬は発射後6秒、2600 m飛行すると燃焼し尽くす。発射後に命中すれば爆発し、命中せず7秒から12秒、射距離にして3,000 mから4,100 m飛行すると光薬から炸薬に伝火して自爆する。識別色は赤色。
二十五粍機銃焼夷通常弾
弾体内部に炸薬と黄燐を充填したもの。形状は通常弾とほぼ同じだが、内腔中央部に間座が設けられ、間座より下部に黄燐が詰められている。命中時に炸薬が弾丸を破裂させ、黄燐が燃焼しつつ飛び散る。識別色は緑色。
二十五粍機銃演習弾
教練射撃に使用する。信管、炸薬はなく、弾体内部は直筒状にくり抜かれ、先端に弾頭がねじこまれている。識別色は黒色。

## 実戦と戦訓
二十五粍機銃は照準方法、旋回能力、威力において性能が不十分であった。戦訓ではこうした機銃の不備が指摘され、運用法が考えられていた。

### 射程、威力
二十五粍機銃の有効射程は2,000 m程度とされた。射撃は2,500 mから開始するのが最適であったが距離の判定はやや難しかった。打撃を加えられる目標は1,000 m以内を飛行する機体や急降下爆撃を行う機体であり、こうした近距離の目標には相当有効な射撃ができると評価された。ソロモン諸島のニュージョージア島ムンダやコロンバンガラ島の戦訓では、命中弾がなくとも操縦者に脅威感を与えた場合、正確な飛行と照準を妨げ、爆撃や銃撃を無効化できるとした。弾幕射撃は超低空奇襲または1,000 m以上離れた重要施設への攻撃に対して行うものであるが、これは敵機の進路前方に弾幕を張りそこへ突っ込ませることで命中弾を得ることを企図した射撃方法である。弾幕射撃には、機銃や砲ごとにあらかじめ射撃諸元を測っておく下準備が必要だった。
威力としては、25 mm機銃弾はアメリカ海軍の採用した40 mmボフォース機銃弾と比較して弾量が25 %だった。単純に言えば4倍の命中弾で同等の破壊効果となるが、これでは発射数を増加しなければならない。一線部隊からも二十五粍機銃の威力の増加、弾数の増加、照準装置の改善が求められた。重巡洋艦利根は1944年（昭和19年）10月、レイテ沖海戦で連続3日間の対空戦闘を行った。この報告では、対空射撃中、射撃効果を最も上げられる時点で一弾倉15発を撃ち尽くす事が多く、弾倉容量を25発程度に増やすよう指摘している。また敵急降下機が急降下を始める前に先制射撃を加えなければ、投弾前の撃墜は難しかった。利根の対空戦闘で投弾までに撃墜した機はほとんど無く、「射線に捕まっても機体が火を噴かず、中々墜落せず」との所見が述べられている。撃墜には相当に濃密な弾幕が必要と評価された。射弾散布が大きいのは機銃員が焦燥のために精密な照準をせず、弾丸をただ出しているに過ぎないと指摘した。

### 照準
特設運送船玄洋丸による昭和19年6月の報告では二十五粍機銃の弾道性が良好であること、560発を連射して故障がないことを長所としている。ただし射撃中の照準修正について、指揮官からの号令による修正、旋回手と射手による修正の、この両方とも照準修正が困難であると指摘し、照準装置の改善を要望した。
銃側照準用の環式照準器では、旋回手が方向角度を、射手が俯仰角度をそれぞれ担当し照準する。したがって照準と発射が難しかった。天候、太陽の方向、射線と関連して曳跟弾の軌道が見えにくい場合が多々生じた。夜間や黎明、薄暮では曳跟が良く確認できた。曳跟が見える場合でも急激な照準変更は射手と旋回手の照準を大きく阻害した。ここでも旋回手と射手のかなりの共同訓練が必要だった。
急降下爆撃を迎撃する場合、LPR照準器は照尺距離を1500 mに固定、敵速をゼロとし、機体長さの3倍から5倍のリード角を用いて銃側照準射撃した場合、相当な高確率で命中弾が得られた。また有効な射撃時間中に撃ち込める弾量は一弾倉15発とされた。しかし敵速をゼロから最大に変換するには手輪を30回程度回さなければならなかった。敵機の急な水平運動を追尾するには相当な訓練が必要で、間に合わないことが多々生じた。
こうしたことから、飛行方向と速度を激しく変える敵機に射撃を加えても命中せず、弾薬の浪費であることが指摘された。また命中しない銃撃は敵がより大胆に攻撃してくるという結果を招いた。しかし、銃爆撃で命中を得るには等速直線運動が必須であるため、撃墜するにはこの機会を狙うこととされた。この時間は水平爆撃であれば1分から45秒程度、低空爆撃や銃撃では10秒程度である。敵機は太陽を背後にし、集団で飛来し、連続的に攻撃を加えた。また曇天や雲によっても射界が制限され、敵機はこれを障害として利用した。そこで対空射撃では先制が大事であり、銃爆撃の後に飛び去る敵機を追い撃ちするよりも、新しく攻撃をかける敵機に目標変換することが大事だった。
重巡洋艦利根のレイテ沖海戦時には機銃の指揮官に准士官以上を配置し、銃側での見張りを徹底した。人員配置は成功し、目標の選定と変換がスムーズに行われ、全ての敵機に銃撃が行われた。号令通達は簡単な手先信号による。射撃中の機銃員に新しい目標を伝えるのは非常に困難であり、指揮官と機銃の間に伝令が必要だった。そこでランプの発光で打方止めを伝え、有効だったが損傷しやすかった。陸上部隊においても機銃射撃の騒音は非常に大きく、指揮官の号令が伝わらず不徹底となるため、視覚信号などの使用で命令の通達を徹底させることが求められた。また状況に即応するため、機銃長や射手に独断専行の権限を明確にすることが必要とされた。低い雲から急降下機の奇襲を受けた場合、連装機銃は間に合わず、単装機銃のみが対応できた。ただし良好な見張りがあれば間に合った。
ほか、銃側照準時、自他の機銃から放たれる射弾の判別ができなくなった。単装機銃手も曳跟を確認しにくく、急降下に対し、機体を照準の中心に据えて射撃するだけという状況だった。

### 給弾、見張り、防御
利根の参加したレイテ沖海戦では主にSB-2C艦上爆撃機が来襲した。また急降下攻撃と同時に戦闘機が銃撃をかけ、機銃を制圧しようと試みた。これらの機体は雲と太陽の方向を極度に利用した。機銃員の見張りは奇襲を予防した。目を酷使するため洗眼薬、色眼鏡が必要とされたほか、疲労回復には冷却水を配給し、機銃員を半数ずつ座らせながら見張りに当たらせることが指摘された。またスコールや射撃の硝煙の中では飛行眼鏡をかけなければ見張りがほぼ不可能だった。機銃員は間断なく戦闘もしくは見張りに集中しなければならず、弾薬供給員が2名専属となった。弾倉の数が少ないため、撃ち次第空いた弾倉へ弾薬を補充するのが有効だった。一度戦闘が始まると弾庫からの運弾は非常に難しく、一日の戦闘に必要な弾量は周囲に集積する必要があった。空薬莢は流し場、空き箱、衣嚢に集められた。空弾倉は壊れやすく、海水をかぶると錆びやすかった。防御の欠如から、戦闘では12.7 mm機銃弾や7.7 mm機銃弾による死傷が多く、防弾板、衣嚢、マントレットで防御物を造り、これは非常に有効だった。二十五粍機銃弾の誘爆は少しの水で消火できた。

### 耐久性
二十五粍機銃は概して信頼性が高かったが、射撃によって部品が破損することもあった。破損箇所は打針（ストライカー）、エキストラクター、ばね類の折損、尾栓の破損、閃光覆いの亀裂、ネジや留栓の脱落、環型照準器に多く見られた。ただし日頃から手入れされているものは故障しなかった。
ニューブリテン島、スルミ飛行場の主要な防御として二十五粍連装機銃が4基、ほか光学機器と発電装備が配備された。機銃陣地は飛行場を挟んで2基ずつ配備し、電話によって防空見張り所と連絡を付けている。8月2日に8機、25日に4機、29日に不明ながら空襲を受けた。機種はP-40とB-26である。日本側判定としては合計で6機の敵機を確実撃墜したとしている。二十五粍機銃の損傷は打針（ストライカー）の折損が多かった。陣地配備としては敵の侵入に対し、多方向から銃撃できるよう配備するのが有効とされた 。

## 画像

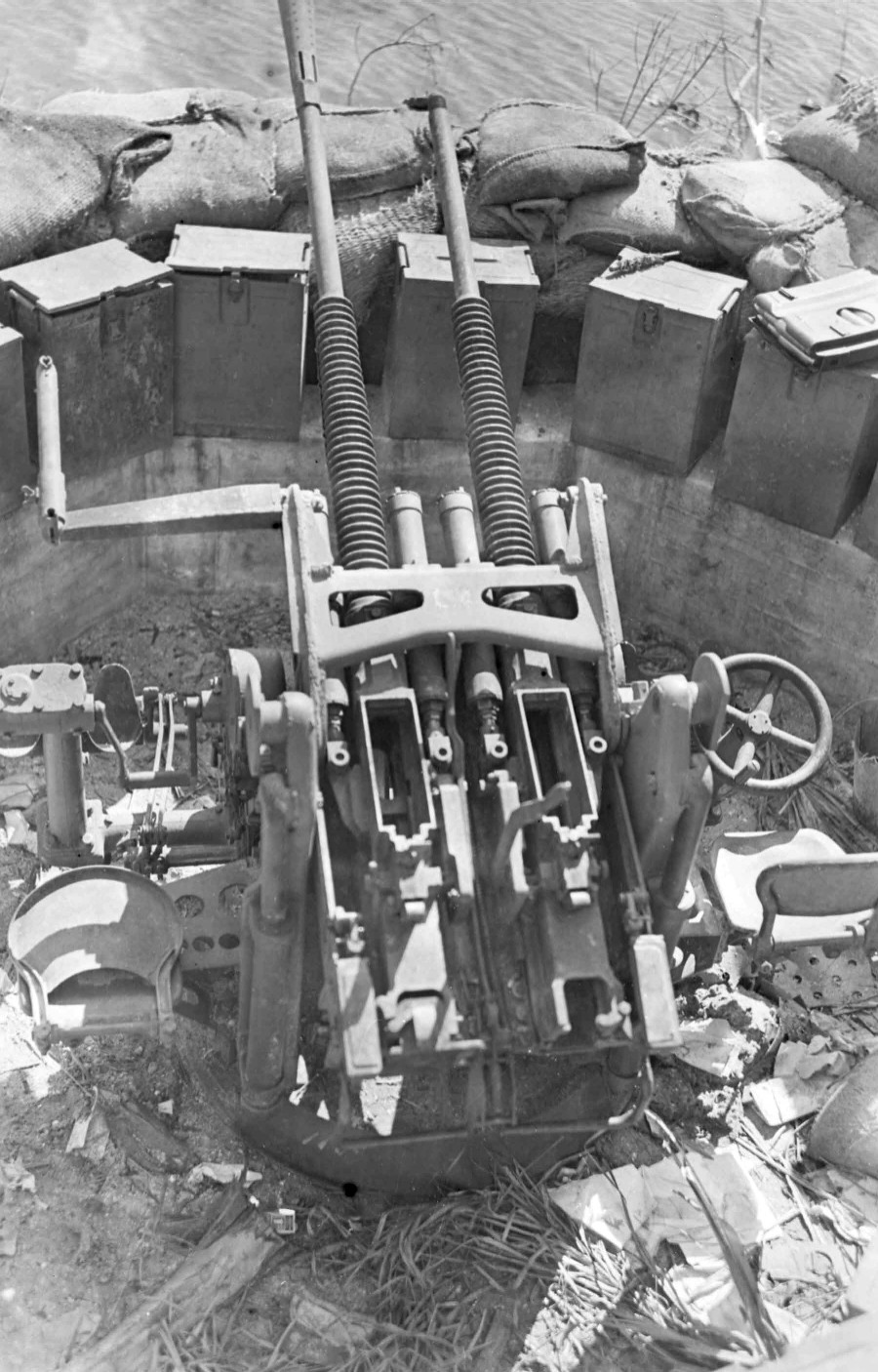
連装型。照準器、閃光覆が欠落。
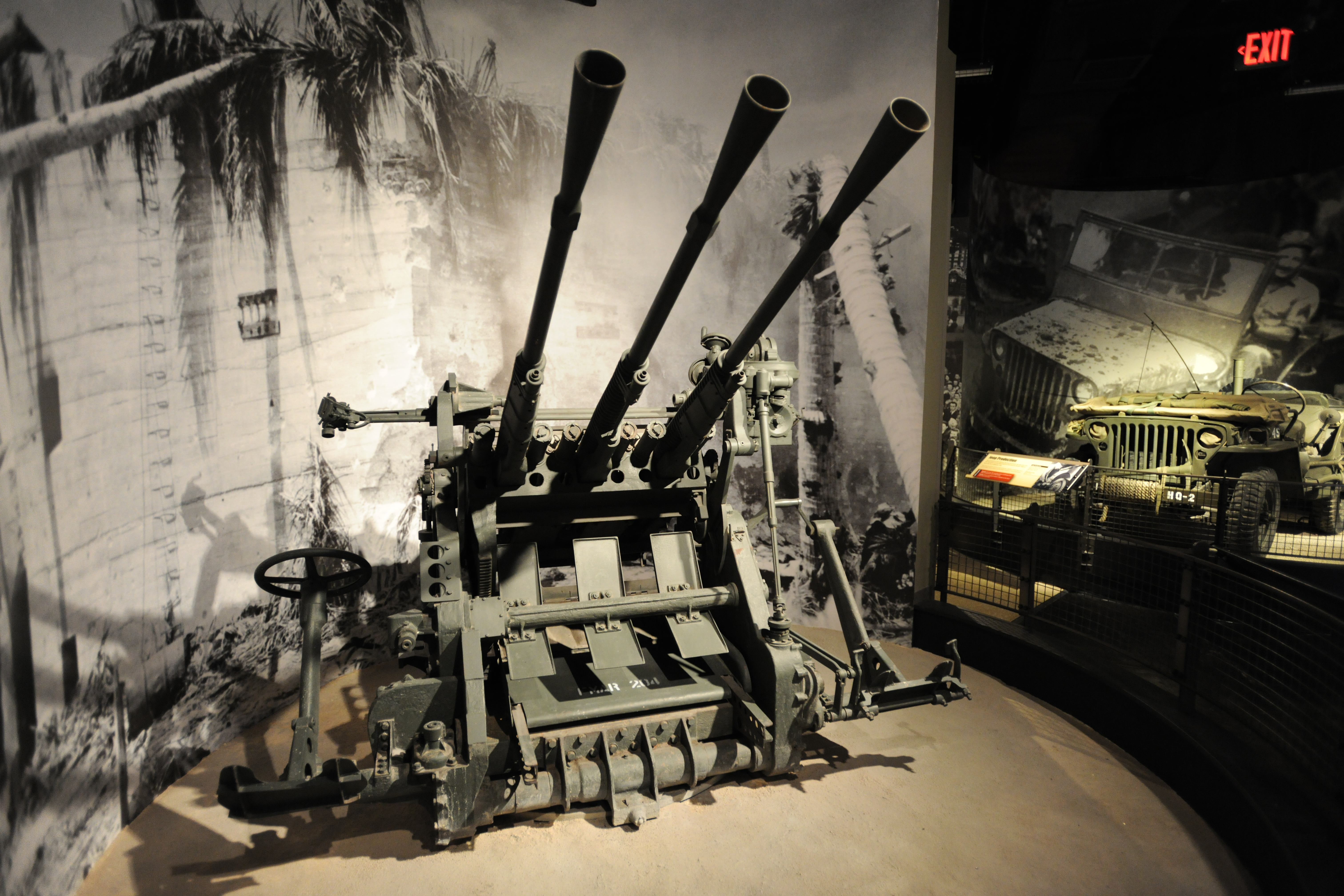
三連装機銃、正面。礎台、照準器、鞍座などが欠落（太平洋戦争国立博物館 テキサス州 フレデリックスバーグ）
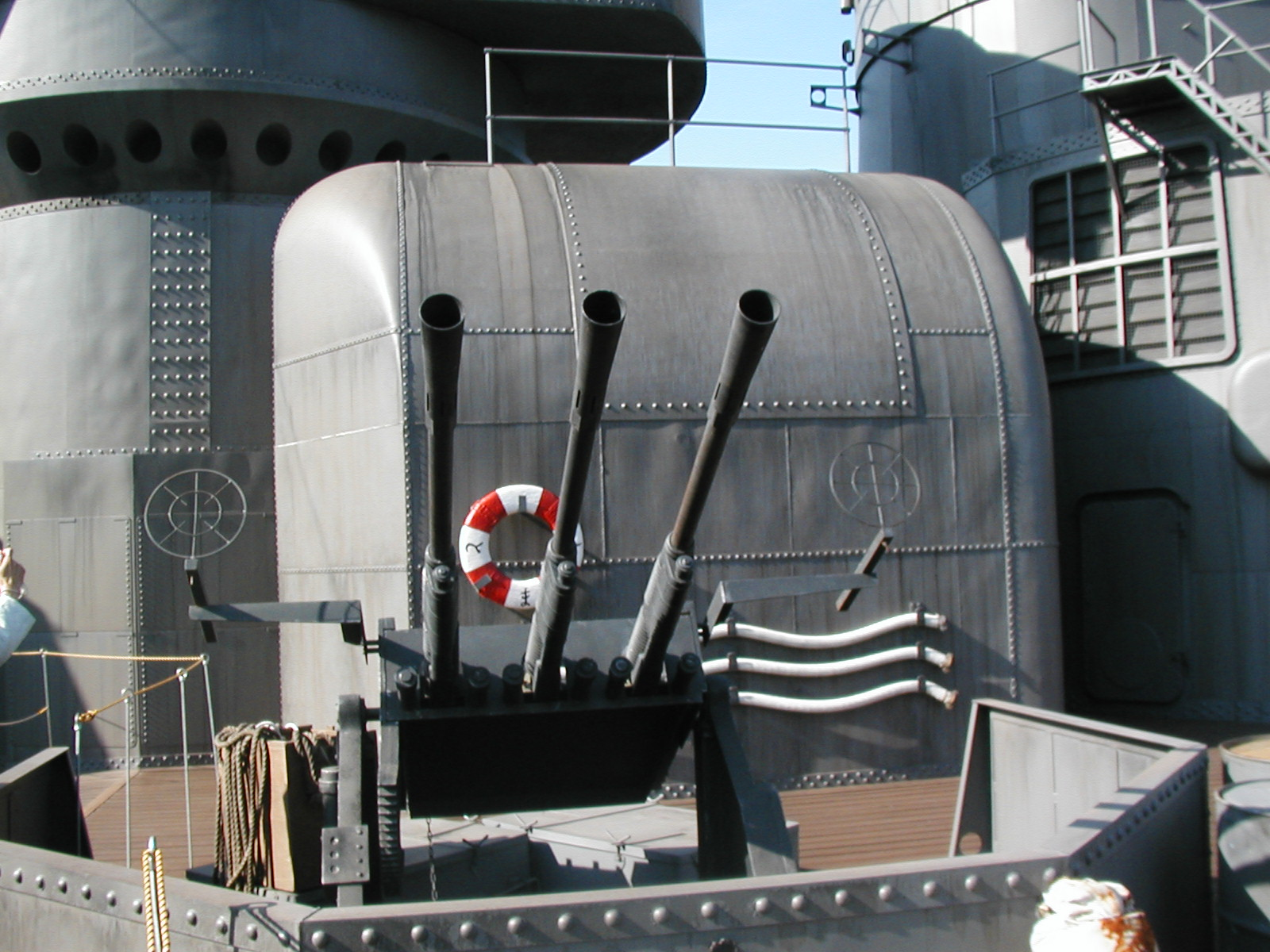
ロケセットでの二十五粍三連装機銃。
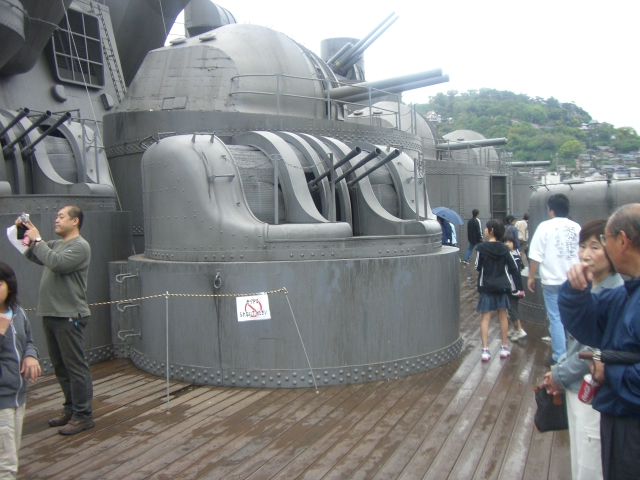
ロケセットでの二十五粍三連装機銃（爆風避盾付き）。
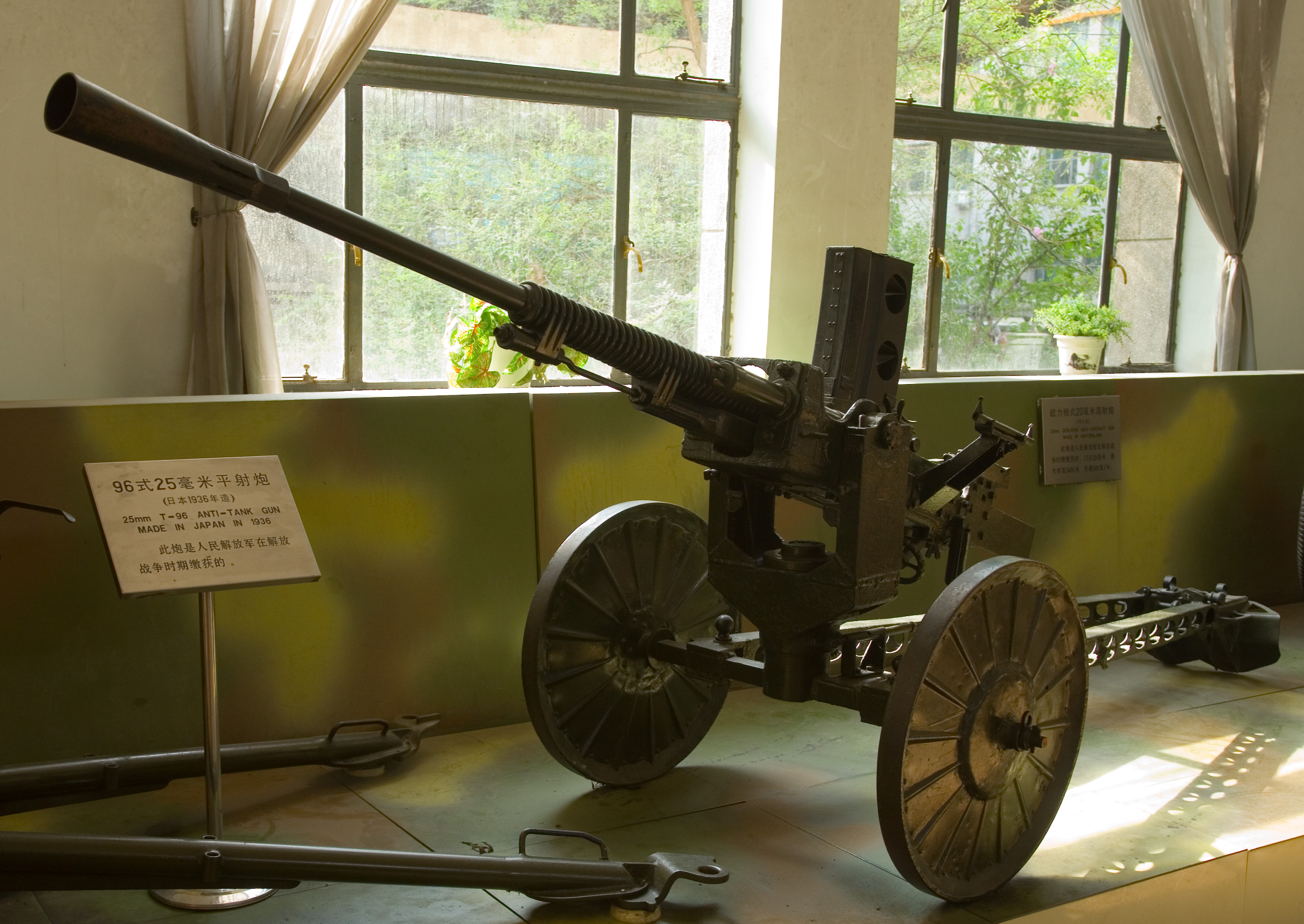
中国人民革命軍事博物館所蔵の96式25粍平射砲。
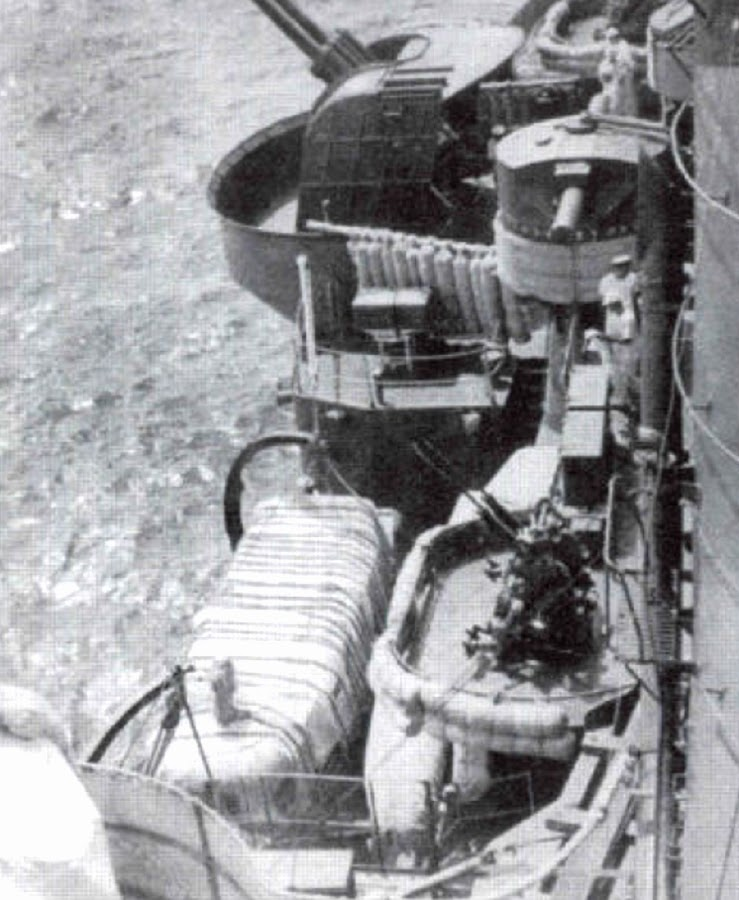
重巡洋艦「羽黒」艦上の二十五粍連装機銃。後方に八九式十二糎七高角砲が見える。

## 登場作品

### 映画
『男たちの大和/YAMATO』
大和型戦艦「大和」に搭載されたものが、坊ノ岬沖海戦時などで襲来する大量のアメリカ海軍機に対して使用される。
撮影には、可動する実物大セットが使用されている。　　　　　　　　　　　　　　　　　　
『アルキメデスの大戦』
映画版冒頭の坊ノ岬沖海戦にて、大和に搭載されたものがSB-2C艦上爆撃機に対して使用されている。